# Rally Villa de Llanes de 2022
El Rally Villa de Llanes de 2022 fue la 45.ª edición y la sexta ronda de la temporada 2022 del Súper Campeonato de España de Rally. Se disputó el 22 de septiemnbre, 23 de septiemnre y el 24 de septiembre y contó con un itinerario de once tramos que sumaban un total de 145,58 km cronometrados. Fue también puntuable para la Peugeot Rally Cup Ibérica, la Beca Júnior R2 y la Copa Suzuki Swift.
En una edición marcada por la lluvia y Alejandro Cachón se llevó su segunda victoria de la temporada que lo acercaba además a los puestos de cabeza en el certamen, a un punto de Llarena, segundo clasificado, y a trece de Pepe López líder del campeonato que fue segundo en Llanes. Iván Ares que llegó a liderar la carrera el primer día fue tercero mientras que José Antonio Suárez corrió peor suerte y salió de la carretera en el quinto tramo, justo cuando se encontraba en primera posición.

## Itinerario
| Día   | Tramo | Nombre         | Distancia | Hora  | Ganador                    | Tiempo  | Líder               |
| ----- | ----- | -------------- | --------- | ----- | -------------------------- | ------- | ------------------- |
| Día 1 | TC1   | Nueva          | 19.98 km  | 19:43 | Alejandro Cachón           | 13:42.6 | Alejandro Cachón    |
| Día 1 | TC2   | Los Carriles   | 6.70 km   | 20:42 | José Antonio Suárez        | 3:52.2  | Iván Ares           |
| Día 1 | TC3   | Llanes         | 1.84 km   | 21:20 | Alejandro Cachón Iván Ares | 1:09.3  | Iván Ares           |
| Día 2 | TC4   | Nueva          | 19.98 km  | 08:43 | José Antonio Suárez        | 14:07.1 | José Antonio Suárez |
| Día 2 | TC5   | Altu El Fitu   | 14.40 km  | 09:36 | Pepe López                 | 8:56.4  | Alejandro Cachón    |
| Día 2 | TC6   | La Tornería    | 11.42 km  | 13:04 | Pepe López                 | 7:10.9  | Alejandro Cachón    |
| Día 2 | TC7   | Alles          | 7.94 km   | 13:54 | Alejandro Cachón           | 4:52.7  | Alejandro Cachón    |
| Día 2 | TC8   | Cobijeru (TC+) | 21.98 km  | 14:22 | Alejandro Cachón           | 13:17.8 | Alejandro Cachón    |
| Día 2 | TC9   | La Tornería    | 11.42 km  | 16:25 | Alejandro Cachón           | 7:04.7  | Alejandro Cachón    |
| Día 2 | TC10  | Alles          | 7.94 km   | 17:15 | Alejandro Cachón           | 4:52.4  | Alejandro Cachón    |
| Día 2 | TC11  | Cobijeru       | 21.98 km  | 18:25 | Pepe López                 | 13:03.9 | Alejandro Cachón    |

## Clasificación final
| Pos. | Piloto           | Copiloto         | Automóvil              | Tiempo    | Diferencia |
| ---- | ---------------- | ---------------- | ---------------------- | --------- | ---------- |
| 1.   | Alejandro Cachón | "Jardín"         | Citroën C3 Rally2      | 1:32:51.5 | 0.0        |
| 2.   | Pepe López       | Borja Rozada     | Hyundai i20 N Rally2   | 1:32:55.7 | +4.2       |
| 3.   | Iván Ares        | David Vázquez    | Hyundai i20 N Rally2   | 1:33:52.0 | +1:00.5    |
| 4.   | Efrén Llarena    | Sara Fernández   | Škoda Fabia Rally2 evo | 1:34:57.9 | +2:06.4    |
| 5.   | Daniel Marbán    | Víctor Ferrero   | Škoda Fabia Rally2 evo | 1:35:57.2 | +3:05.7    |
| 6.   | Surhayen Pernía  | Alba Sánchez     | Hyundai i20 N Rally2   | 1:36:32.2 | +3:40.7    |
| 7.   | Alberto Monarri  | Alberto Chamorro | Suzuki Swift R4LLY S   | 1:37:22.4 | +4:30.9    |
| 8.   | Philip Allen     | Mullen Darragh   | Hyundai i20 N Rally2   | 1:38:31.2 | +5:39.7    |
| 9.   | Jan Solans       | Rodrigo Sanjuan  | Citroën C3 Rally2      | 1:38:50.1 | +5:58.6    |
| 10.  | Diego Ruiloba    | Andrés Blanco    | Peugeot 208 Rally4     | 1:39:02.4 | +6:10.9    |